# Katrin Kirchner

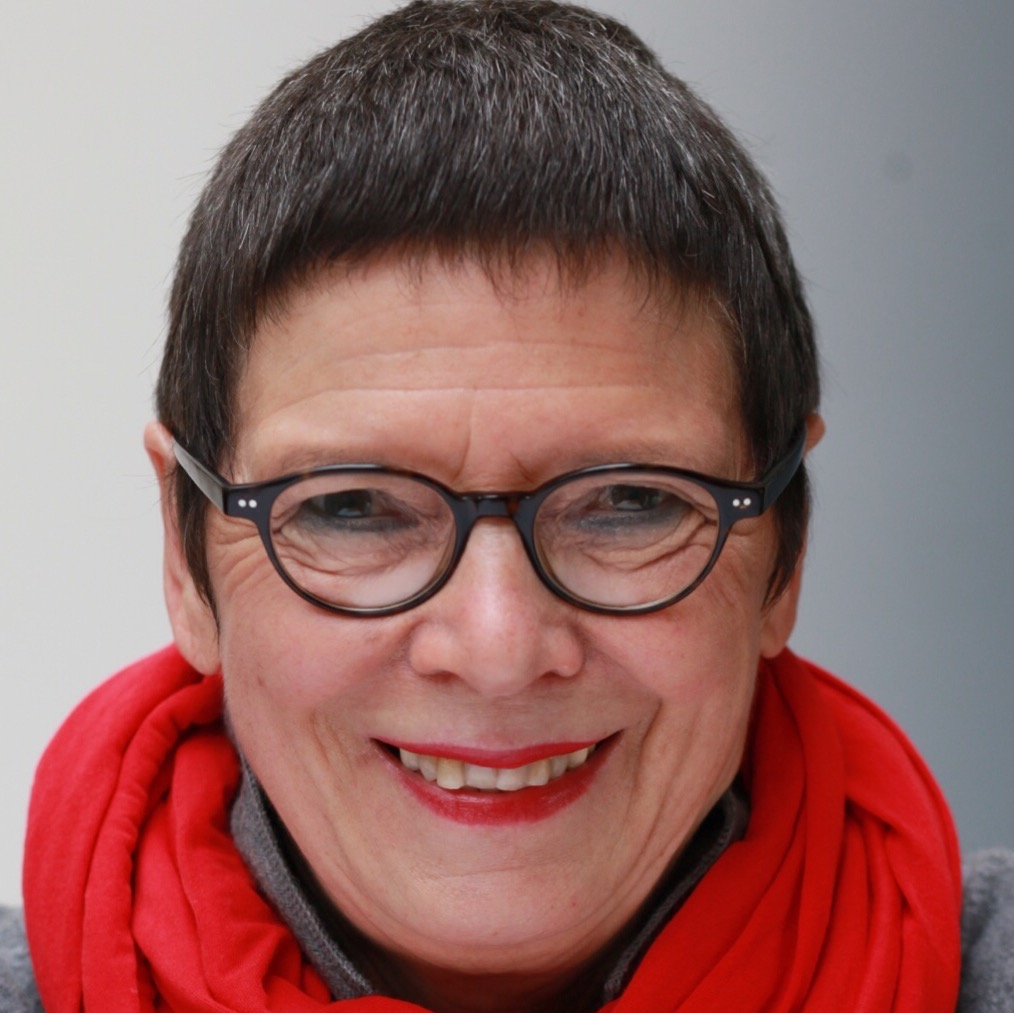
Katrin Kirchner

Katrin Kirchner (* 6. Oktober 1944 in Herchen, heute Windeck) ist eine deutsche Autorin und Journalistin.

## Karriere
Kirchner schreibt Belletristik und Kinderbücher. Sie wuchs in Bonn am Rhein und in Bad Honnef auf. Seit 1972 lebt sie in Mutterstadt (Pfalz). Sie hat zwei Söhne und drei Enkeltöchter und einen Enkelsohn.
Als Journalistin arbeitete sie für Time Life und Daily Express, sowie für die Bonner Rundschau, den WDR und das Deutsche Ärzteblatt. Als Bundestagsassistentin für Hans Bardens war sie sowohl im Bundeshaus in Bonn als auch in seinem Wahlkreis Ludwigshafen am Rhein tätig. Im Anschluss daran war sie Redakteurin im Bereich Öffentlichkeitsarbeit der Stadt Ludwigshafen. Nach der Kinderpause arbeitete sie bis zu ihrer Pensionierung sowohl im Bereich Städtepartnerschaften, in der Erwachsenenbildung und in der Seniorenarbeit bei der Stadtverwaltung Ludwigshafen.
Seit 1986 gab es erste literarische Veröffentlichungen in Anthologien, Literaturzeitschriften und der Tagespresse.  2005 erschien das Künstlerbuch Hautgefühl – Caresses mit Deutsch-Französischen Liebesgedichten. 2008 erschien das Kinderbuch Hast du Ton mit Illustrationen von Isabel Rodrigues-Konrad. Sie ist Mitglied im Literarischen Verein der Pfalz, im Literaturwerk Rheinland-Pfalz-Saar, im Verband deutscher Schriftstellerinnen und Schriftsteller (VS), in kunstfaser, einer Vernetzung von Künstlerinnen im Rhein-Pfalz-Kreis und bei kreArt, einer Künstlergruppe in Mutterstadt im Rhein-Pfalz-Kreis. 2014 erschien das zweite Künstlerbuch Armorika – Land am Meer gelegen. Eine Liebeserklärung, ebenfalls mit Radierungen von Günther Berlejung und Gedichten in Deutsch und Französisch zum Thema Bretagne.

## Veröffentlichungen (Auswahl)
- Armorika-Land am Meer gelegen. Eine Liebeserklärung. Llux-Verlag, Ludwigshafen 2014, ISBN 978-3-938031-59-9
- Hast du Ton? Verlag Regionalkultur, 2009, ISBN 3-89735-588-4
- Hautgefühl - Caresses. Llux Verlag, Ludwigshafen 2005, ISBN 3-938031-14-X
- Von Wegen: Eine Anthologie des Literarischen Vereins der Pfalz. Marsilius Verlag, Speyer 2005, ISBN 3-929242-38-9
- Kopfüber am Himmel: Eine Anthologie des Literarischen Vereins der Pfalz. Marsilius Verlag, Speyer 2002, ISBN 3-00-010831-9
- Lilli und die Farbe Blau: Ein Buch für Kinder und große Leute. Mutterstadt 2023.

Beiträge
- Gedichtszyklus in: Neue Literarische Pfalz (Organ des Literarischen Vereins der Pfalz), 2000, Heft Nr. 29
- Prosabeitrag in: Neue Literarische Pfalz (Organ des Literarischen Vereins der Pfalz), 2000, Heft Nr. 28
- Kurzgeschichte in: Chaussée (Zeitschrift), 1999
- Gedichte und eine Kurzgeschichte in: Heimatjahrbuch des Landkreises Ludwigshafen, 1999
- Prosabeitrag in: Helga Häsing, Ingeborg Mues (Hrsg.): Du gehst fort, und ich bleib da. Gedichte und Geschichten von Abschied und Trennung. Fischer  Taschenbuch, 1989
- Gedichte in: Heimatjahrbuch des Landkreises Ludwigshafen, 1988
- Prosabeitrag in: Marianne Schmitt (Hrsg.) Fliegende Hitze: Frauen durchleben Wechseljahre, Fischer Taschenbuch, 1986
- Weitere Veröffentlichungen in verschiedenen Tageszeitungen (Die Rheinpfalz, Ludwigshafen, Mannheimer Morgen, Heidelberger Tageblatt)

| Personendaten    | Personendaten                     |
| ---------------- | --------------------------------- |
| NAME             | Kirchner, Katrin                  |
| KURZBESCHREIBUNG | deutsche Autorin und Journalistin |
| GEBURTSDATUM     | 6. Oktober 1944                   |
| GEBURTSORT       | Herchen, heute Windeck            |